# الجبهة الرومانية (الإمبراطورية الروسية)

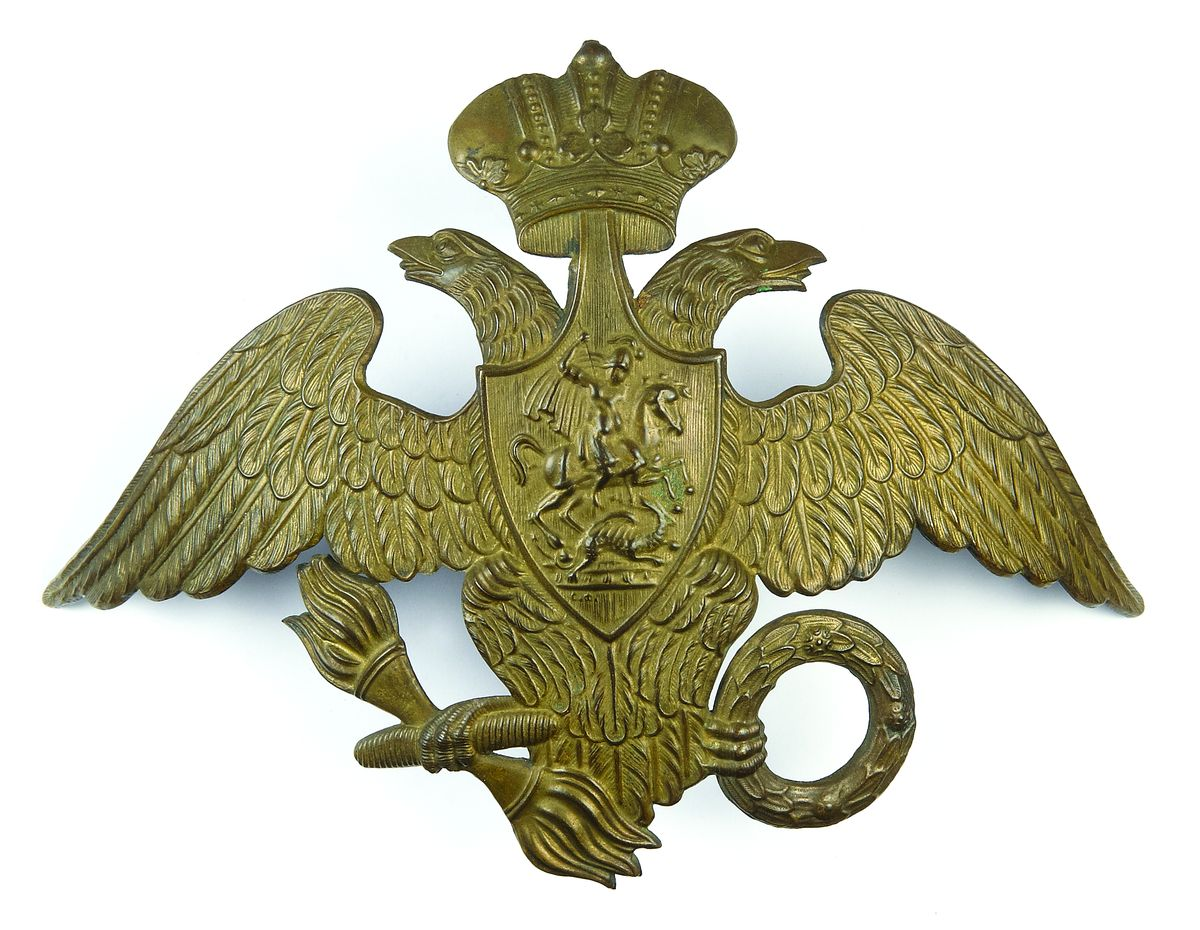

الجبهة الرومانية (بالروسية: Румынский фронт)‏ كانت تشكيلا في الجيش الإمبراطوري الروسي خلال الحرب العالمية الأولى.

## القادة
- 12.12.1916-01.04.1917—القائد العام للفرسان فيكتوروفيتش فلاديمير زخاروف
- 11.04.1917-25.03.1918—العام للمشاة ديمتري شيرباتشيف